# Milivojce
Milivojce (en serbe cyrillique : Миливојце) est un village de Serbie situé sur le territoire de la Ville de Vranje, district de Pčinja. Au recensement de 2011, il comptait 93 habitants.

## Démographie
| 1948 | 1953 | 1961 | 1971 | 1981 | 1991 | 2002 | 2011 |
| ---- | ---- | ---- | ---- | ---- | ---- | ---- | ---- |
| 249  | 257  | 257  | 230  | 191  | 149  | 122  | 93   |

|  |